# 김정야
김정야(金正也, 1988년 5월 17일~)는 대한민국의 은퇴한 축구 선수이다.
재일 한국인으로서 일본에서 태어나 감바 오사카나 베갈타 센다이 등에서 플레이했다.

## 대학 생활
김정야는 총리대신배(總理大臣杯)전일본대학 토너먼트 대회에서 4경기 풀타임 소화 하며 고마자와 대학을 우승으로 이끌었다.

## 수상

### 팀

#### 감바 오사카
- J1리그 우승 : 2014년
- 천황배 우승 : 2014년. 2015년
- J리그컵 우승 : 2014년
- J리그 슈퍼컵 우승 : 2015년